# Alexander De Ridder
Alexander De Ridder (Kiev, 5 juni 2008) is een Belgisch voetballer die onder contract ligt bij RSC Anderlecht.

## Clubcarrière
De Ridder werd geboren in Kiev als zoon van een Belgische vader en Oekraïense moeder. In juni 2024 ondertekende hij zijn eerste profcontract bij RSC Anderlecht, waar hij zich in 2018 op negenjarige leeftijd aansloot bij de jeugdopleiding.
Op 18 april 2025 maakte De Ridder zijn profdebuut in het shirt van de RSCA Futures, het beloftenelftal van de club in Eerste klasse B: op de slotspeeldag van de reguliere competitie liet trainer Jelle Coen hem tegen SK Beveren 0-4-nederlaag) in de 73e minuut invallen voor Devon Decorte.

## Clubstatistieken
| Seizoen         | Club            | Land            | Competitie      | Competitie | Competitie | Beker | Beker | Supercup | Supercup | Europees | Europees | Totaal | Totaal |
| Seizoen         | Club            | Land            | Competitie      | Wed.       | Dlp.       | Wed.  | Dlp.  | Wed.     | Dlp.     | Wed.     | Dlp.     | Wed.   | Dlp.   |
| --------------- | --------------- | --------------- | --------------- | ---------- | ---------- | ----- | ----- | -------- | -------- | -------- | -------- | ------ | ------ |
| 2024/25         | RSCA Futures    | Vlag van België | Eerste klasse B | 1          | 0          | —     | —     | —        | —        | —        | —        | 1      | 0      |
| Carrière totaal | Carrière totaal | Carrière totaal | Carrière totaal | 1          | 0          | 0     | 0     | 0        | 0        | 0        | 0        | 1      | 0      |

Bijgewerkt op 19 april 2025.
33 Vercauteren ·
34 Bouchouari ·
48 Montegnies ·
50 Barry ·
51 Baouf ·
52 Nicaise ·
53 Colassin ·
59 Vergeylen ·
62 Goto ·
63 Vanhoutte ·
64 Masscho ·
65 Engwanda ·
66 Haentjens ·
67 Moutha-Sebtaoui ·
68 Monticelli ·
69 Ure ·
71 Engwanda ·
73 Lapage ·
74 De Cat ·
77 Mendel-Idowu ·
78 Tajaouart ·
79 Maamar ·
80 Decorte ·
81 Diallo ·
83 Degreef ·
Coach: Coen